# Várandósok – Az a bizonyos kilenc hónap
A Várandósok – Az a bizonyos kilenc hónap (eredeti cím: What to Expect When You're Expecting)  2012-ben bemutatott amerikai romantikus vígjáték.
A filmet Shauna Cross és Heather Hach forgatókönyvéből Kirk Jones rendezte. Az öt várandós pár nehézségeit bemutató történet alapjául Heidi Murkoff Az a kilenc hónap című könyve szolgált. A főbb szerepekben Cameron Diaz, Jennifer Lopez, Chris Rock, Matthew Morrison, Ben Falcone, Anna Kendrick és Elizabeth Banks látható.
Az Amerikai Egyesült Államokban 2012. május 18-án, Magyarországon május 31-én mutatták be.

## Cselekmény
A történet főszereplője öt pár, akik mind máshogy próbálnak túlesni a várandósságon. A fitneszguru Jules és a táncsztár Evan celebéletét fenekestül felforgatja a baba érkezése, míg a babamániás író és ügyvéd Wendy saját magán tapasztalja meg azokat a dolgokat, amikről eddig írt. Wendy férje, Gary az apjával kerül összetűzésbe, akinek fiatal felesége, Skyler szintén babát vár. A fotós Holly a világot körbeutazva akar adoptálni egy gyereket, ám férje, Alex bizonytalan a dologban, ezért egy újdonsült apáknak szóló terápiás csoportba kezd járni. Eközben a két rivális szakács, Rosie és Marco közelebb kerül egymáshoz, aminek az eredménye egy nem várt terhesség lesz.

## Szereplők
| Szereplő                      | Színész              | Magyar hang        |
| ----------------------------- | -------------------- | ------------------ |
| Jules                         | Cameron Diaz         | Für Anikó          |
| Holly                         | Jennifer Lopez       | Pikali Gerda       |
| Wendy                         | Elizabeth Banks      | Peller Anna        |
| Gary                          | Ben Falcone          | Fesztbaum Béla     |
| Alex                          | Rodrigo Santoro      | Dévai Balázs       |
| Evan                          | Matthew Morrison     | Görög László       |
| Ramsey                        | Dennis Quaid         | Kőszegi Ákos       |
| Skyler                        | Brooklyn Decker      | Major Melinda      |
| Rosie                         | Anna Kendrick        | Bogdányi Titanilla |
| Vic                           | Chris Rock           | Rajkai Zoltán      |
| Gabe                          | Rob Huebel           | Makranczi Zalán    |
| Craig                         | Thomas Lennon        | Czvetkó Sándor     |
| Patel                         | Amir Talai           | Kovács Lehel       |
| Marco                         | Chace Crawford       | Szatory Dávid      |
| Janice                        | Rebel Wilson         | Kokas Piroska      |
| Davis                         | Joe Manganiello      | Sarádi Zsolt       |
| Kara                          | Wendi McLendon-Covey | Bertalan Ágnes     |
| Taboo                         | Taboo                | Galambos Péter     |
| Fogyj és zokogj műsorvezetője | Tom Clark            | Rosta Sándor       |

## Díjak és jelölések
| Díj                    | Kategória                                         | Jelölt          | Eredmény |
| ---------------------- | ------------------------------------------------- | --------------- | -------- |
| ALMA-díj               | Kedvenc filmszínész                               | Rodrigo Santoro | Jelölve  |
| ALMA-díj               | Kedvenc filmszínésznő vígjátékban vagy musicalben | Cameron Diaz    | Jelölve  |
| ALMA-díj               | Kedvenc filmszínésznő vígjátékban vagy musicalben | Jennifer Lopez  | Jelölve  |
| Teen Choice Awards     | Legjobb vígjáték                                  |                 | Jelölve  |
| Teen Choice Awards     | Legjobb színész vígjátékban                       | Chris Rock      | Jelölve  |
| Teen Choice Awards     | Legjobb színésznő vígjátékban                     | Cameron Diaz    | Jelölve  |
| Teen Choice Awards     | Legjobb színésznő vígjátékban                     | Jennifer Lopez  | Jelölve  |
| Teen Choice Awards     | Legjobb áttörő alakítást nyújtó színész           | Joe Manganiello | Jelölve  |
| Teen Choice Awards     | Legjobb férfi jelenetlopó                         | Chace Crawford  | Jelölve  |
| People's Choice Awards | Kedvenc vígjáték                                  |                 | Jelölve  |
| People's Choice Awards | Kedvenc színésznő vígjátékban                     | Cameron Diaz    | Jelölve  |
| Arany Málna díj        | Legrosszabb női mellékszereplő                    | Brooklyn Decker | Jelölve  |
| Arany Málna díj        | Legrosszabb női mellékszereplő                    | Jennifer Lopez  | Jelölve  |
| Premios Juventud       | A csaj, aki ellopja a showt                       | Jennifer Lopez  | Elnyerte |